# 杨巷镇
杨巷镇，是中华人民共和国江苏省无锡市宜兴市下辖的一个乡镇级行政单位。面积86.42平方公里，人    口4.76万人

## 行政区划
杨巷镇下辖以下地区：
杨巷社区、宝寿社区、黄家村、函林村、西溪村、芳东村、邬泉村、金紫村、皇新村、芝果村、塘门村、英驻村、城典村、安乐村、革新村、新芳村、镇龙村和坝塘村。